# Union des luttes communistes - reconstruite
 (février 2021).
Si vous disposez d'ouvrages ou d'articles de référence ou si vous connaissez des sites web de qualité traitant du thème abordé ici, merci de compléter l'article en donnant les références utiles à sa vérifiabilité et en les liant à la section « Notes et références ».
Union des luttes communistes - reconstruite (ULC-R) était un parti communiste au Burkina Faso. Elle naît en 1983 à la suite de l'auto-dissolution de l'Union des luttes communistes (ULC).
Généralement, l'ULC-R était surnommée «ULC». C'est l'ULC-R qui a promu la «Révolution populaire et démocratique» (RDP). Le parti est dans un premier temps animé par des anciens étudiants marxistes-léninistes de la Fédération des étudiants d'Afrique noire en France.
L'ULC-R a soutenu le gouvernement révolutionnaire de Thomas Sankara. Le parti milite ainsi pour la libération du Premier ministre voltaïque, emprisonné le 17 mai 1983.
Du 3 août 1983 au mois d'août 1984, l'ULC-R a occupé trois postes ministériels. Le soutien au gouvernement de Sankara a poussé la section ULC-R en France à se séparer de l'organisation première.
En août 1984, après la rupture entre Sankara et la LIPAD, la position de l'ULC-R s'est quelque peu renforcée. L'ULC-R a occupé quatre postes ministériels dans le nouveau gouvernement : Basile Guissou (Affaires étrangères), Adele Ouédrago (Budget), Alain Coeffé (Transports et communications) et Joséphine Ouédraogo (Famille et solidarité nationale).
En 1987, Sankara a tenté de marginaliser une faction dissidente de l'ULC-R. C'est l'un des facteurs qui a provoqué le coup d'État de Blaise Compaoré[Comment ?]. La même année, le parti connaît une nouvelle division et prend le nom d'Union des luttes communistes-La Flamme, en allusion au journal du parti.
En 1989, l'ULC-R a démissionné du gouvernement, à la suite de son refus d'accompagner la formation de l'ODP / MT par le nouveau président. L'ULC-R entre alors dans une existence clandestine. Le gouvernement tente de rallier les dissidents de l'ULC-R dans son nouveau parti. En mars 1990, il a été rebaptisé Parti social-démocrate.